# Jongčchon
Jongčchon je město v Jižní Koreji v provincii Severní Kjongsang. Nachází se 350 km jihovýchodně od Soulu na jihovýchodě provincie Severní Kjongsang.

## Symboly
- Pták: holub
- Květina: růže
- Strom: jinaj

## Partnerská města
- Buffalo, New York, Spojené státy americké
- Fullerton, Kalifornie, Spojené státy americké

- Kchaj-feng, Čínská lidová republika
- Kuroiši, Japonsko

## Osobnosti
- Čong Mong-džu, ministr a učenec během vlády dynastie Korjo